# Nagawki
Nagawki – wieś w Polsce położona w województwie łódzkim, w powiecie brzezińskim, w gminie Dmosin.
Wieś szlachecka Nogawki położona była w drugiej połowie XVI wieku w powiecie rawskim ziemi rawskiej województwa rawskiego. 
W Słowniku Geograficznym Królestwa Polskiego i innych krajów słowiańskich z roku 1881 możemy przeczytać: Nagawki wieś nad rzeką Mrogą powiat brzeziński, gmina i parafia Dmosin, odległość 8 wiorst od Brzezin i 9 wiorst od Rogowa, stacji drogi żelaznej warszawsko-wiedeńskiej.
Według Liber Beneficiorum Jana Łaskiego wieś Nagawki w parafii Dmosin miała w początku XVI w. folwark, dający dziesięcinę miejscowemu proboszczowi, zaś łany kmiece płaciły kanonii i prebendzie łęczyckiej.
W Nagawkach znajdują się pozostałości zespołu dworsko-parkowego – rządcówka, czworak, obora, budynek gospodarczy, lodownia i piwnica. Całość zabudowy powstała w początkach XX stulecia. 
W latach 1975–1998 miejscowość administracyjnie należała do województwa skierniewickiego.